# Klaus Henninger (Landrat)
Klaus Henninger (* 17. Juni 1929 in Gera; † 13. Januar 2011) war ein deutscher Kommunalpolitiker der CSU.
Henninger kam als Jugendlicher nach Lindau. Er besuchte dort die Oberrealschule und studierte im Anschluss Rechtswissenschaften. 1956 trat er in den bayerischen Staatsdienst. Er fand bei der Regierung von Schwaben und in Ministerien in München und Bonn Verwendung. 1972 wurde er zum Landrat des Landkreises Lindau (Bodensee) gewählt und bei den folgenden Kommunalwahlen vier Mal in seinem Amt bestätigt. 1996 trat er altersbedingt nicht mehr an.
Klaus Henninger engagierte sich unter anderem für die Restaurierung des einzig übrig gebliebenen Dampfschiffs auf dem Bodensee, der Hohentwiel (Restaurierung 1984 bis 1990) sowie der ersten Automobilfähre auf dem See, der Historischen Fähre Konstanz (Restaurierung 1996 bis 2001).

## Auszeichnungen
- Bundesverdienstkreuz am Bande
- Bundesverdienstkreuz 1. Klasse 1995
- Kommunale Verdienstmedaille in Silber
- Ehrenbürger der Gemeinde Wasserburg (Bodensee)